# Tour d'Allemagne

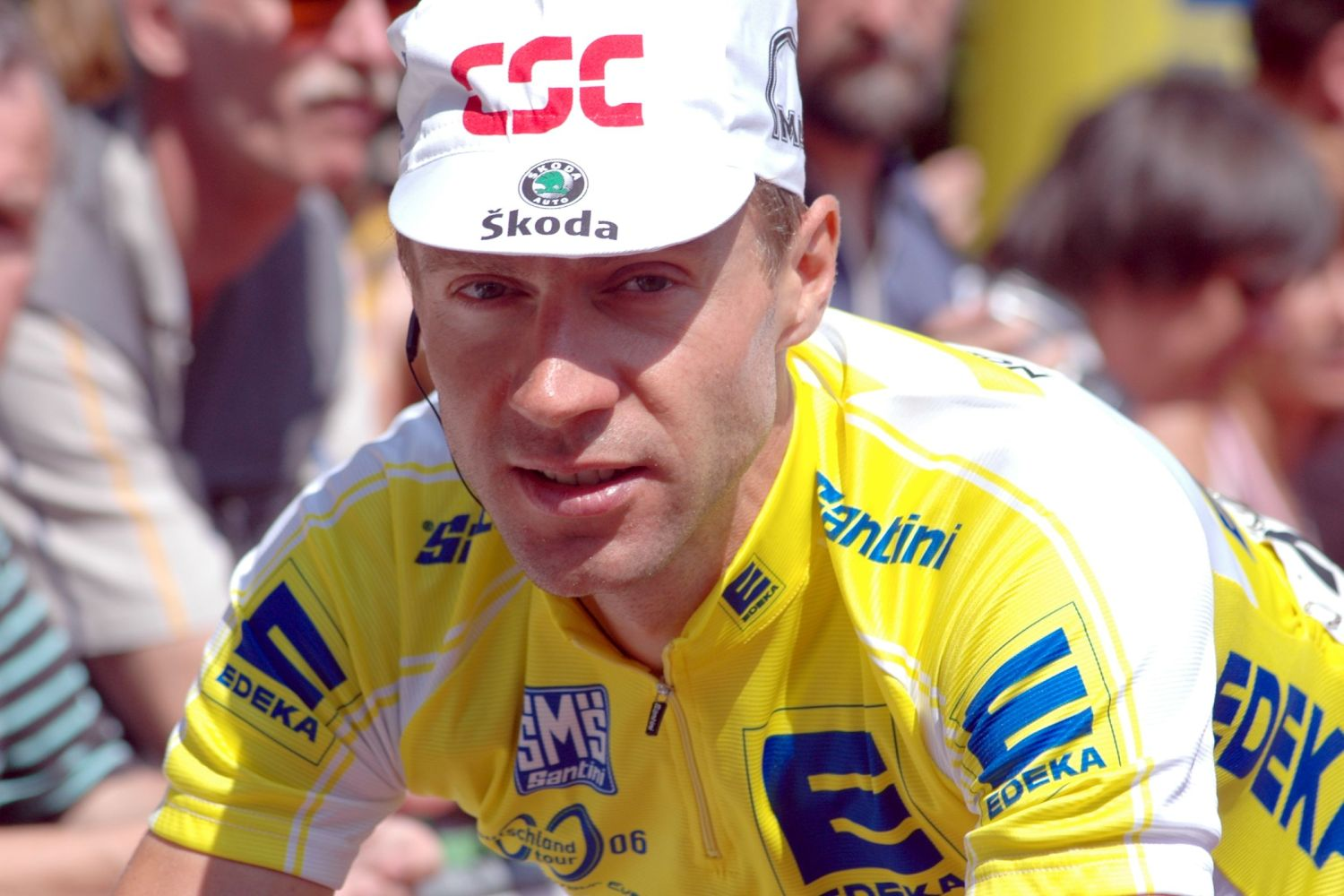
Jens Voigt (ici lors de l'édition 2006) est le seul double vainqueur de l'épreuve.

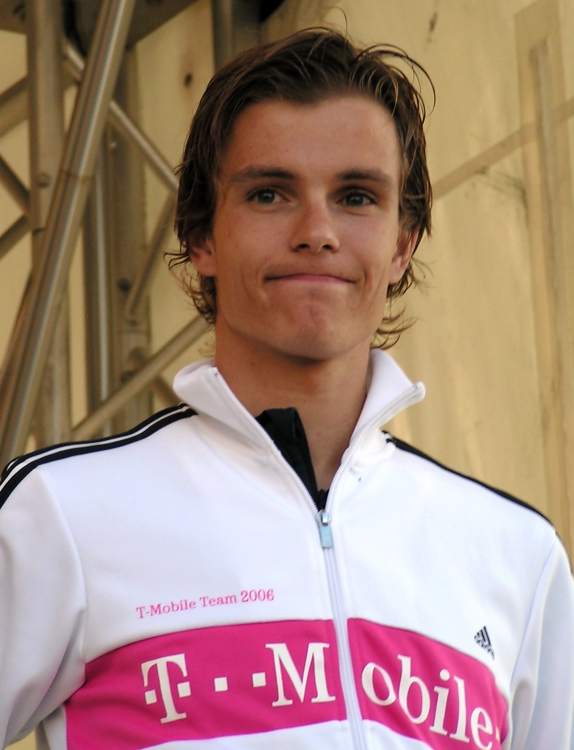
Linus Gerdemann est le vainqueur du Tour d'Allemagne en 2008.

Le Lidl Deutschland Tour, à la suite du partenariat de l'épreuve avec Lidl depuis 2024, est une course cycliste à étapes, disputée au mois d'août en Allemagne.

## Histoire de la course
Alternant les étapes plates pour sprinteurs et les étapes de haute montagne dans les Alpes allemandes et autrichiennes, ainsi qu'avec un long contre-la-montre, le Tour d'Allemagne est considéré depuis quelques années comme une épreuve complète. Cela était la volonté des organisateurs lors de son inscription au ProTour en 2005 qui vit l'épreuve décalée après le Tour de France, rallongée à une dizaine de jours et rendue plus difficile.
La principale critique faite est que le Tour d'Allemagne doit souvent emprunter les routes autrichiennes, notamment pour trouver de redoutables cols.
La course est inscrite au programme du ProTour de 2005 à 2008. En 2007, lors de la 31e édition de l'épreuve, Jens Voigt est le premier à la remporter à deux reprises.
Le 16 octobre 2008, les organisateurs du Tour d'Allemagne et la Fédération allemande de cyclisme (BDR) annoncent l'annulation de l'édition 2009 en raison des multiples affaires de dopage en cours dans le milieu du cyclisme. Cette décision fait notamment suite aux contrôles positifs de Stefan Schumacher et Bernhard Kohl durant le Tour de France 2008.
Non organisé depuis 2008, le Tour d'Allemagne fait son retour au calendrier en 2018, par le biais d'Amaury Sport Organisation et la fédération allemande. L'épreuve nommée « Deutschland Deine Tour » est tracée sur quatre étapes disputées en août 2018 et fait partie du calendrier de l'UCI Europe Tour en catégorie 2.1, puis 2.HC en 2019. En 2020, elle intègre l'UCI ProSeries, le deuxième niveau du cyclisme international. L'épreuve est toutefois annulée en raison de la pandémie de Covid-19.

## Noms officiels
Le Lidl Deutschland Tour a changé de noms à de nombreuses reprises depuis sa première édition en 1911.
| Année     | Nom officiel (en allemand)                     |
| --------- | ---------------------------------------------- |
| 1911      | Quer durch Deutschland                         |
| 1922      | Großer Preis von Deutschland                   |
| 1927      | Großer Opelpreis von Deutschland               |
| 1930      | Deutschlandrundfahrt                           |
| 1931      | Internationale Opel-Deutschland-Rundfahrt      |
| 1937-1938 | Internationale Deutschland-Rundfahrt           |
| 1939      | Großdeutschlandfahrt                           |
| 1947      | Grünes Band vom Rhein                          |
| 1948-1949 | Grünes Band der IRA                            |
| 1950-1955 | Deutschland-Rundfahrt                          |
| 1960-1962 | Internationale Afri-Cola-Deutschland-Rundfahrt |
| 1979      | Internationale Vitamalz-Rundfahrt              |
| 1980-1982 | Deutschland-Rundfahrt                          |
| 1999-2008 | Deutschland Tour                               |
| 2018-2023 | Deutschland Tour                               |
| 2024-     | Lidl Deutschland Tour                          |

## Palmarès
| Année     | Vainqueur                                      | Deuxième                                       | Troisième                                      |
| --------- | ---------------------------------------------- | ---------------------------------------------- | ---------------------------------------------- |
| 1911      | Hans Ludwig                                    | Adolf Huschke                                  | Hans Hartmann                                  |
| 1912-1921 | Non disputé durant la Première Guerre mondiale | Non disputé durant la Première Guerre mondiale | Non disputé durant la Première Guerre mondiale |
| 1922      | Adolf Huschke                                  | Paul Kohl                                      | Richard Huschke                                |
| 1923-1926 | Pas de course                                  | Pas de course                                  | Pas de course                                  |
| 1927      | Rudolf Wolke                                   | Eric Reim                                      | Richard Rosch                                  |
| 1928-1929 | Pas de course                                  | Pas de course                                  | Pas de course                                  |
| 1930      | Hermann Buse                                   | Kurt Stöpel                                    | Oskar Tietz                                    |
| 1931      | Erich Metze                                    | Oskar Thierbach                                | Nicolas Frantz                                 |
| 1932-1936 | Pas de course                                  | Pas de course                                  | Pas de course                                  |
| 1937      | Otto Weckerling                                | Ludwig Geyer                                   | Fritz Diederich                                |
| 1938      | Hermann Schild                                 | Frans Bonduel                                  | Otto Weckerling                                |
| 1939      | Georg Umbenhauer                               | Robert Zimmermann                              | Fritz Scheller                                 |
| 1940-1946 | Non disputé durant la Seconde Guerre mondiale  | Non disputé durant la Seconde Guerre mondiale  | Non disputé durant la Seconde Guerre mondiale  |
| 1947      | Erich Bautz                                    | Fritz Diederich                                | Richard Voigt                                  |
| 1948      | Philippe Hilbert                               | Erich Bautz                                    | Fritz Scheller                                 |
| 1949      | Harry Saager                                   | Erich Bautz                                    | Reinhold Steinhilb                             |
| 1950      | Roger Gyselinck                                | Matthias Pfannenmüller                         | Otto Schenk                                    |
| 1951      | Guido De Santi                                 | Fritz Schaer                                   | Raymond Impanis                                |
| 1952      | Isidore De Rijck                               | Marcel De Mulder                               | Raymond Impanis                                |
| 1953-1954 | Pas de course                                  | Pas de course                                  | Pas de course                                  |
| 1955      | Rudi Theissen                                  | Franz Reitz                                    | Hans Junkermann                                |
| 1956-1959 | Pas de course                                  | Pas de course                                  | Pas de course                                  |
| 1960      | Albertus Geldermans                            | Joseph Planckaert                              | Klaus Bugdahl                                  |
| 1961      | Friedhelm Fischerkeller                        | Hans Junkermann                                | Piet Rentmeester                               |
| 1962      | Peter Post                                     | Lode Troonbeeckx                               | Roger Baens                                    |
| 1963-1978 | Pas de course                                  | Pas de course                                  | Pas de course                                  |
| 1979      | Dietrich Thurau                                | Aad van den Hoek                               | Francesco Moser                                |
| 1980      | Gregor Braun                                   | Tommy Prim                                     | Marino Lejarreta                               |
| 1981      | Silvano Contini                                | Theo de Rooij                                  | Tommy Prim                                     |
| 1982      | Theo de Rooij                                  | Paul Haghedooren                               | Ludo Peeters                                   |
| 1983-1998 | Pas de course                                  | Pas de course                                  | Pas de course                                  |
| 1999      | Jens Heppner                                   | Andreas Kappes                                 | Christian Wegmann                              |
| 2000      | David Plaza                                    | Andreas Klöden                                 | Udo Bölts                                      |
| 2001      | Alexandre Vinokourov                           | Aitor Garmendia                                | Rolf Aldag                                     |
| 2002      | Igor González de Galdeano                      | Aitor Garmendia                                | Tobias Steinhauser                             |
| 2003      | Michael Rogers                                 | José Azevedo                                   | Alexandre Vinokourov                           |
| 2004      | Patrik Sinkewitz                               | Jens Voigt                                     | Jan Hruška                                     |
| 2005      | Non attribué                                   | Jan Ullrich                                    | Georg Totschnig                                |
| 2006      | Jens Voigt                                     | Levi Leipheimer                                | Andrey Kashechkin                              |
| 2007      | Jens Voigt                                     | Levi Leipheimer                                | David López García                             |
| 2008      | Linus Gerdemann                                | Thomas Lövkvist                                | Janez Brajkovič                                |
| 2009-2017 | Pas de course                                  | Pas de course                                  | Pas de course                                  |
| 2018      | Matej Mohorič                                  | Nils Politt                                    | Maximilian Schachmann                          |
| 2019      | Jasper Stuyven                                 | Sonny Colbrelli                                | Yves Lampaert                                  |
| 2020      | Non disputé durant la pandémie de COVID-19     | Non disputé durant la pandémie de COVID-19     | Non disputé durant la pandémie de COVID-19     |
| 2021      | Nils Politt                                    | Pascal Ackermann                               | Alexander Kristoff                             |
| 2022      | Adam Yates                                     | Pello Bilbao                                   | Ruben Guerreiro                                |
| 2023      | Ilan Van Wilder                                | Felix Großschartner                            | Danny van Poppel                               |
| 2024      | Mads Pedersen                                  | Danny van Poppel                               | Tobias Johannessen                             |
| 2025      | Inconnu                                        | Inconnu                                        | Inconnu                                        |